# Cimitero degli inglesi (Firenze)
Il cimitero degli inglesi è situato in piazzale Donatello a Firenze.

## Storia
Il cimitero fu fatto edificare fuori delle mura cittadine su una montagnola in prossimità della porta a Pinti (oggi distrutta), a spese di una società che rappresentava la Chiesa evangelica riformata svizzera e che aveva acquistato l'area dal governo granducale nel 1827 per realizzare un cimitero internazionale ed ecumenico, anche per i russi e i greco-ortodossi. Prima di allora i non cattolici e non ebrei che morivano a Firenze potevano essere sepolti solo a Livorno (all'antico cimitero degli inglesi). Carlo Reishammer, allora giovane studente di architettura, disegnò per primo quello che venne poi chiamato il cimitero "degli Inglesi", con un recinto poligonale diverso dall'attuale. Nel 1858 fu eretta alla sommità della montagnola una colonna offerta da Federico Guglielmo IV di Prussia, che tuttora segna l'incrocio tra i due principali vialetti inghiaiati che dividono in quattro settori la superficie. Al 1860 è documentata un'ulteriore cessione di terreno per ampliare l'area cimiteriale che, in questa stessa data, si arricchì ugualmente del semplice edificio che ancora oggi ne segna l'entrata.

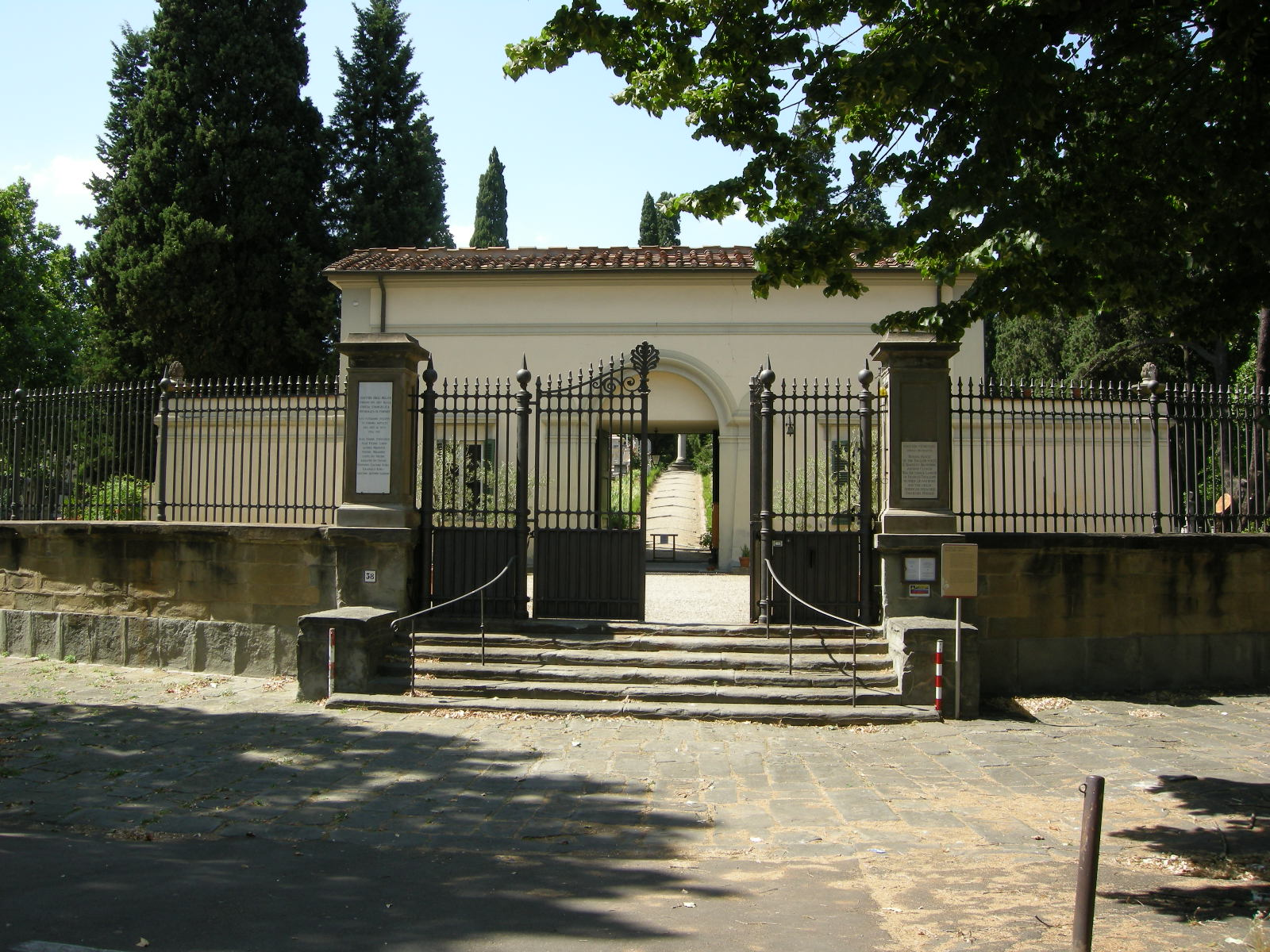
L'ingresso

Giuseppe Poggi gli diede la sua attuale forma ovale quando a Firenze, divenuta capitale d'Italia nel 1865, demolì le mura e creò i viali di Circonvallazione, ideando l'ovale di piazza Donatello con l'"isola" cimiteriale. Il cimitero si definì quindi come area soprelevata al centro del nuovo piazzale, delimitata dalle due corsie di scorrimento dei nuovi viali, tanto da acquisire, in questo suo isolamento, l'appellativo di "isola dei morti", appunto. Fu in questa occasione che all'originaria forma poligonale si andò a sostituire l'attuale pianta ovale, più consona ad essere lambita dagli assi stradali.
Nel 1877, essendo oramai il cimitero compreso all'interno della nuova città, fu proibito alla comunità protestante l'uso del luogo per nuove sepolture (recentemente ripreso) per cui per lungo tempo l'isola mantenne inalterato il proprio carattere ottocentesco che ancora fortemente la caratterizza: la comunità non cattolica da allora iniziò ad usare il cimitero degli Allori in zona Galluzzo.
Le inumazioni tra il 1828 e il 1877 avevano d'altra parte portato a saturare in buon parte l'isola, con la realizzazione di 1409 tombe riferibili a sedici nazioni diverse, con una prevalenza di inglesi (760 tombe), fatto che - assieme all'uso di identificare i protestanti con questi - aveva portato a far definire dai fiorentini il cimitero come "degli Inglesi", nonostante la proprietà svizzera.
La presenza di tombe coronate da statue o da altri elementi scolpiti, l'irregolare disposizione delle sepolture, il tracciato dei vialetti che salgono sulla montagnola, la presenza di una certa varietà di essenze arboree ed arbustive, rendono il luogo di grande suggestione e assolutamente rappresentativo di quella dimensione pittoresca che l'Ottocento romantico - e in particolare la colonia di stranieri che aveva scelto Firenze come seconda patria - coniugava con la storia medioevale e rinascimentale della città.
Tra gli interventi che hanno consentito la conservazione nel tempo del cimitero si ricorda quello sommario ma complessivo della struttura promosso in cooperativa con l'Azienda autonoma di turismo nel 1946 (a riparare i danni inferti da un bombardamento americano), e i molti cantieri che negli ultimi decenni sono intervenuti sui singoli monumenti e lapidi.

## Personalità sepolte

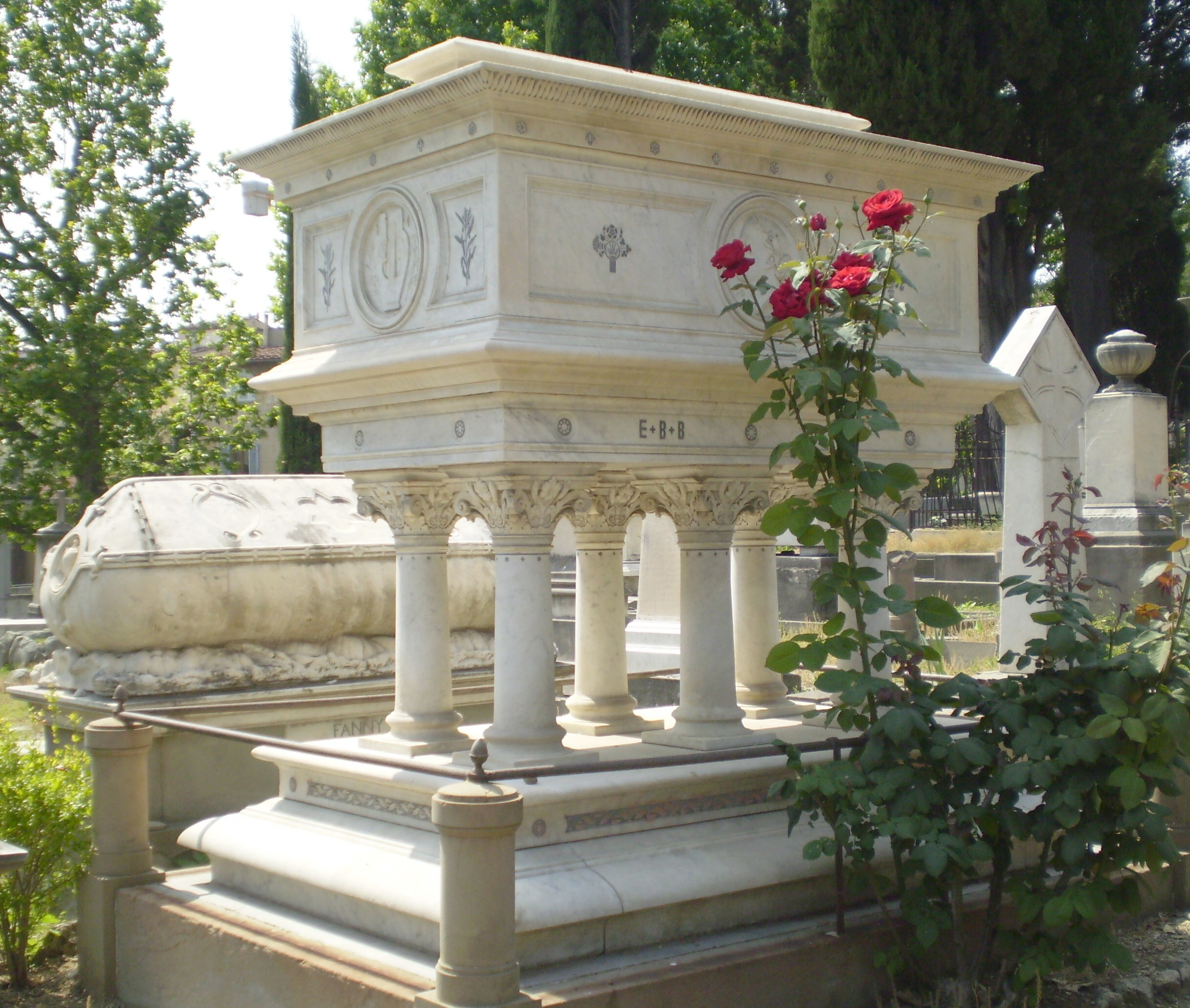
La tomba di Elizabeth Barrett Browning

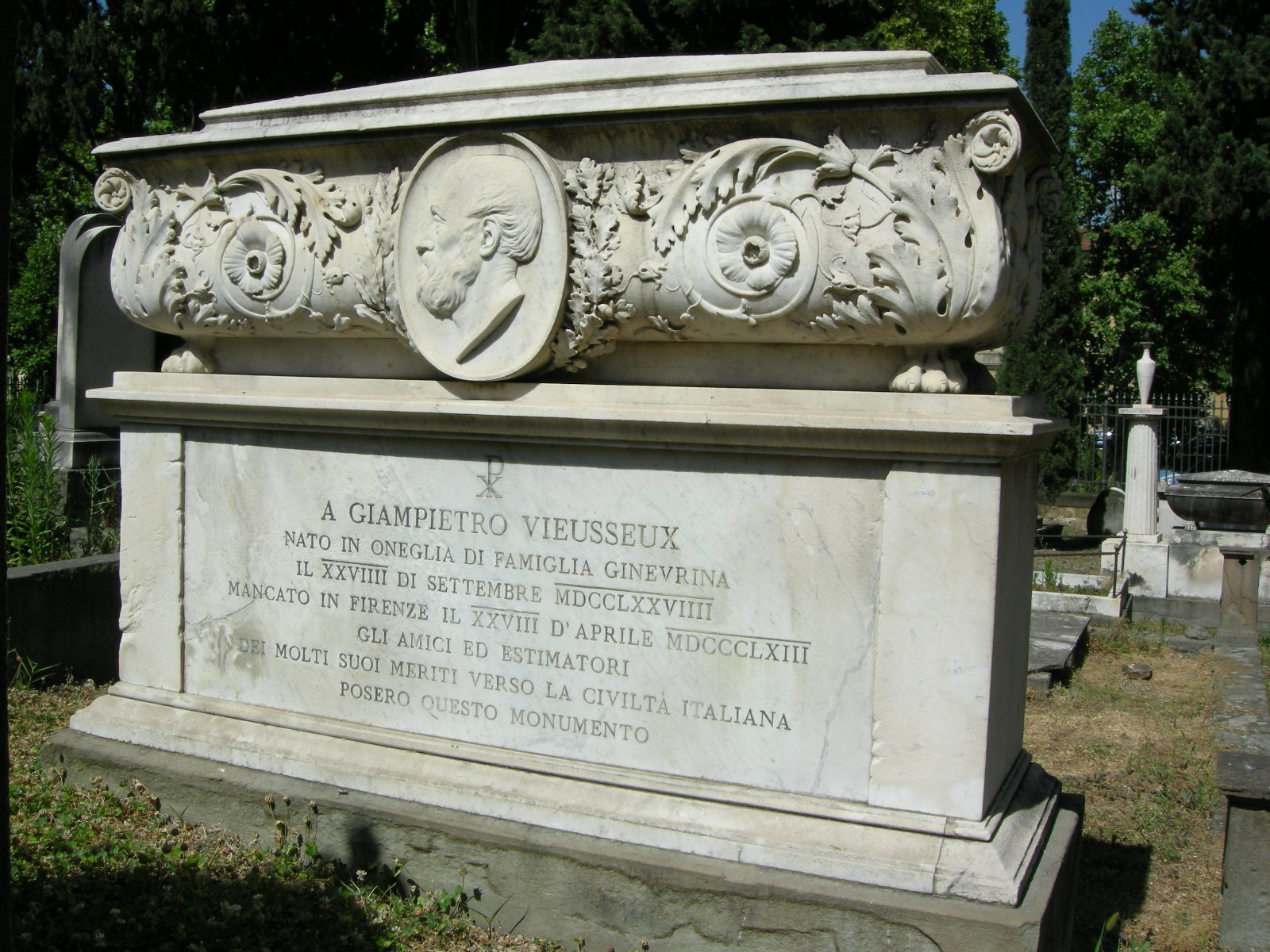
Tomba di Giovan Pietro Vieusseux

Questo giardino della memoria accoglie 1409 tombe di letterati, artisti, mercanti ed altre personalità di 16 nazioni diverse, a documentare l'importanza e la vivacità anche culturale della colonia degli stranieri protestanti nella città.
Fra le molte persone famose sepolte ci sono:
- Elizabeth Barrett Browning (in una tomba disegnata da Frederic Leighton, opera di Luigi Giovannozzi),
- Walter Savage Landor
- Francesca Alexander
- Arthur Hugh Clough
- Frances Trollope con la nuora Theodosia Garrow Trollope e altri tre membri della famiglia
- Robert Davidsohn
- Isa Blagden
- Southwood Smith
- Hiram Powers
- Joel Tanner Hart
- Theodore Parker
- Fanny, moglie di William Holman Hunt in una tomba scolpita da lui stesso
- Mary, figlia di John Roddam Spencer Stanhope, in una tomba scolpita da lui stesso
- Louise, sorella di Henry Adams, la cui morte egli descrive nel capitolo 'Chaos' della The Education of Henry Adams
- due figli del pittore greco George Mignaty, uno dei quali, Robert, ha dipinto Casa Guidi come era quando Elizabeth Barrett Browning vi morì
- Nadezhda De Santis, una schiava nera della Nubia condotta a Firenze a quattordici anni dalla spedizione condotta da Jean-François Champollion e Ippolito Rosellini tra il 1828 e il 1829 in Egitto e Nubia.
- Beatrice Shakespeare ed Edward Claude Shakespeare Clench, ultimi discendenti di William Shakespeare.
- Evgenij Polyakov, danzatore, Maître de ballet e coreografo russo
- Domenico Altrocchi musicista

Anche lo svizzero Giovan Pietro Vieusseux, fondatore del Gabinetto Vieusseux nel quale tennero lezioni anche John Ruskin, Fëdor Michajlovič Dostoevskij e Robert Browning, è qui sepolto insieme allo storico connazionale Jacques Augustin Galiffe, il quale, con Jean Charles Léonard Simonde de Sismondi, fu tra i primi ricercatori di archivistica e genealogia.
La monarchica francese in esilio Félicie de Fauveau ha qui scolpito due tombe.
Nel 2017, nel cimitero è stato tumulato il corpo dell'etruscologo prof. Giovannagelo Camporeale. È un'ipotesi suggestiva che sotto la collinetta del cimitero si nasconda una principesca tomba etrusca del periodo orientalizzante.

## Suggestioni del periodo romantico
La colonna al centro del poggio venne offerta da Federico Guglielmo IV di Prussia nel 1858.
Emily Dickinson rimase colpita da una foto della tomba di Elizabeth Barrett Browning e scrisse a proposito The soul selects her own society (L'anima sceglie la sua società), utilizzando anche estratti dall'opera Aurora Leigh della stessa Barrett Browning.
Elizabeth Barrett Browning scrisse un sonetto sulla scultura di Hiram Powers chiamata Schiava Greca, che fu anche esposta al Crystal Palace a Londra.

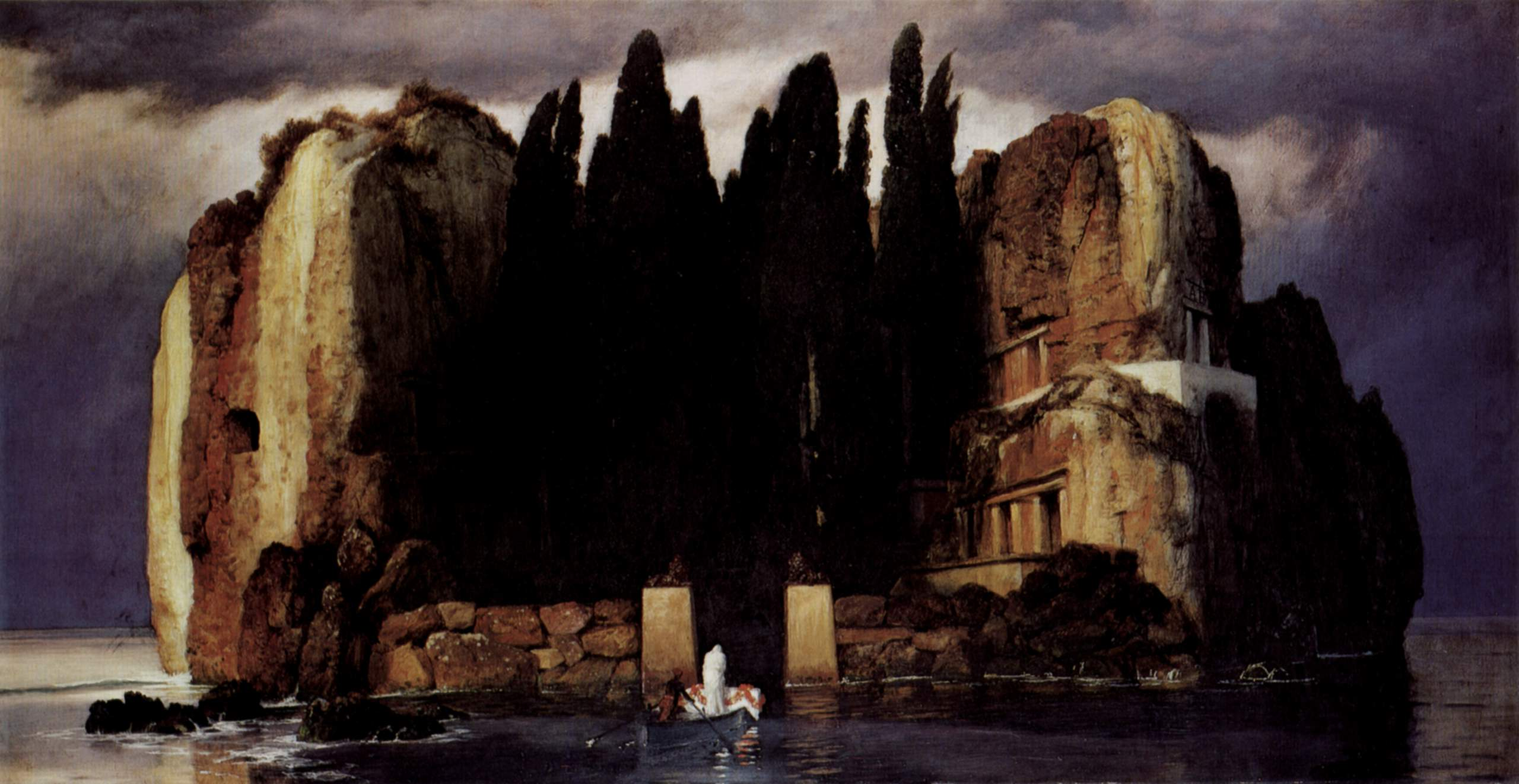
L'isola dei Morti di Arnold Böcklin

Il pittore svizzero Arnold Böcklin (che qui aveva sepolto una figlia, Beatrice, morta in tenera età) si ispirò a questo cimitero isolato fra le strade per realizzare la famosa opera de L'isola dei morti, un capolavoro del Simbolismo europeo di fine Ottocento. A questo quadro si ispirò il celebre compositore Sergei Rachmaninoff per la sua Op. 29, L'isola dei Morti.
Il cimitero è una specie di enciclopedia della creatività tardo ottocentesca occidentale, dall'America alla Russia, dalla Scandinavia alla Nubia, al tempo del Risorgimento italiano.
Le tombe inglesi sono la maggioranza dato che la loro comunità in Firenze era la più numerosa nel XIX secolo. Le iscrizioni sulle tombe sono in caratteri ebraici, greci, cirillici, fraktur e Romani, e in molte lingue, Ebraico, Russo, Francese, Tedesco, Danese, Inglese, e includono passaggi della Bibbia in varie lingue, cosa al tempo proibita ai Cattolici.
Attualmente si stanno conducendo ricerche nei registri mortuari in Inghilterra, Russia e Italia, pubblicate sul web, mentre la Biblioteca del Cimitero raccoglie libri scritti dalle persone qui sepolte o scritti a proposito di esse.
Fra i progetti di restauro, si cerca di riportare il Cimitero al suo splendore dell'età vittoriana, usando come testimonianza le prime foto riportate sui libri di fine Ottocento, in particolar modo quelle scattate dal figlio di Hiram Powers, Longworth Powers, ora custodite nel Gabinetto Vieusseux.

## Lapidi
Sull'ingresso del cimitero degli Inglesi si legge:
| CIMITERO DEGLI INGLESI FONDATO NEL 1827 DALLA CHIESA EVANGELICA RIFORMATA DI FIRENZE 433 CITTADINI SVIZZERI VI FURONO SEPOLTI DAL 1827 AL 1875 FRA CUI JEAN PIERRE VIEUSSEUX JEAN PIERRE GONIN ALFRED WAGNIÈRE PIERRE WAGNIÈRE LOUIS DU FRESNE ADOLPHE DU FRESNE GIOVANNI GIACOMO KUBLI EMANUELE KUBLI GIACOMO ANTONIO GANZONI |

Sull'altro lato del cancello una traduzione in inglese, con altri nomi:
| ENGLISH CEMETERY (SWISS PROPERTY) BURIAL PLACE OF THE ENGLISH POETS E. BARRETT BROWNING ARTHUR CLOUGH WALTER SAVAGE LANDOR OF FRANCES TROLLOPE MOTHER OF ANTONY AND THE GREAT AMERICAN PREACHER THEODORE PARKER |

## Note

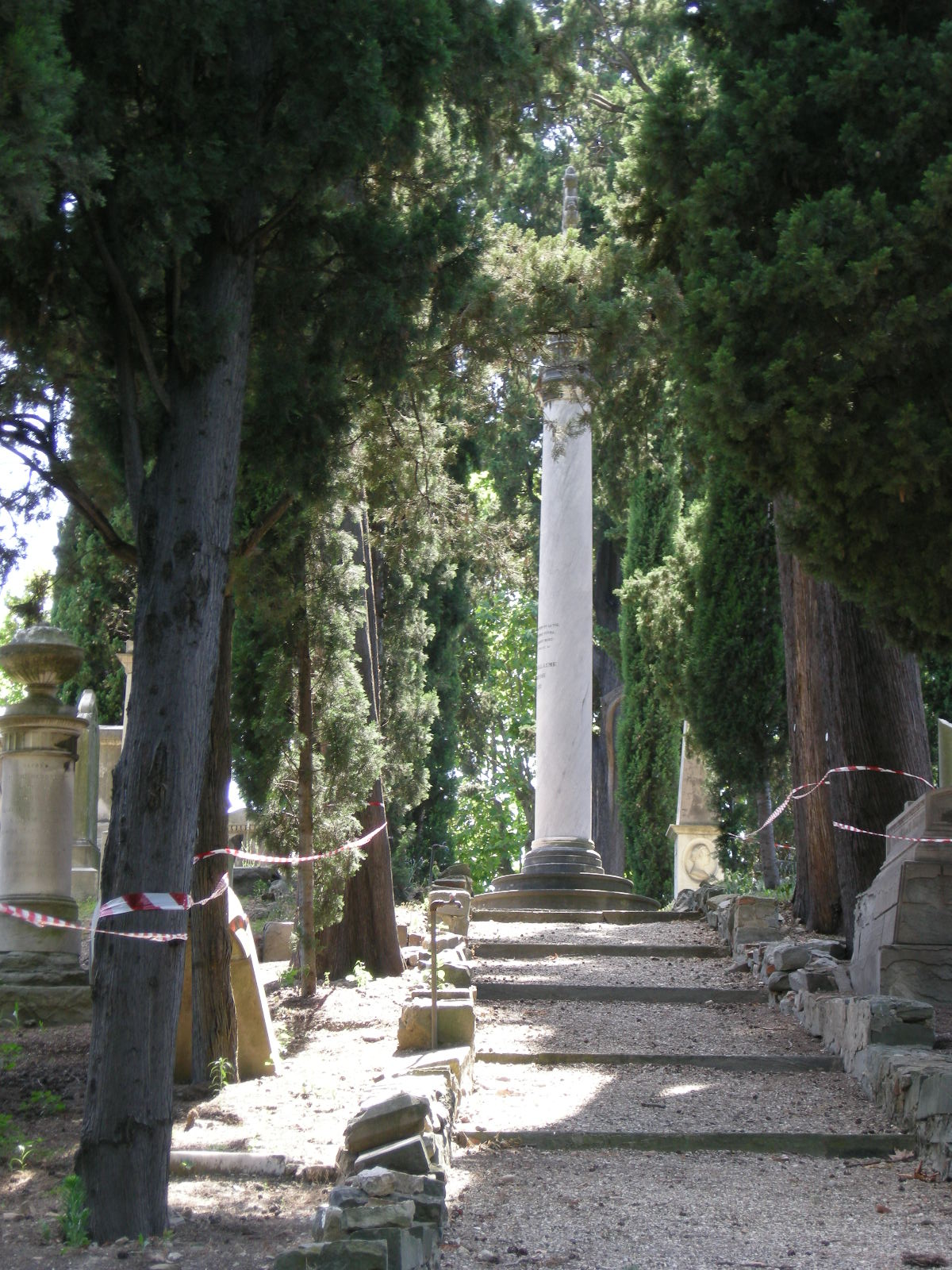
La colonna di Federico Guglielmo IV di Prussia

## Bibliografia

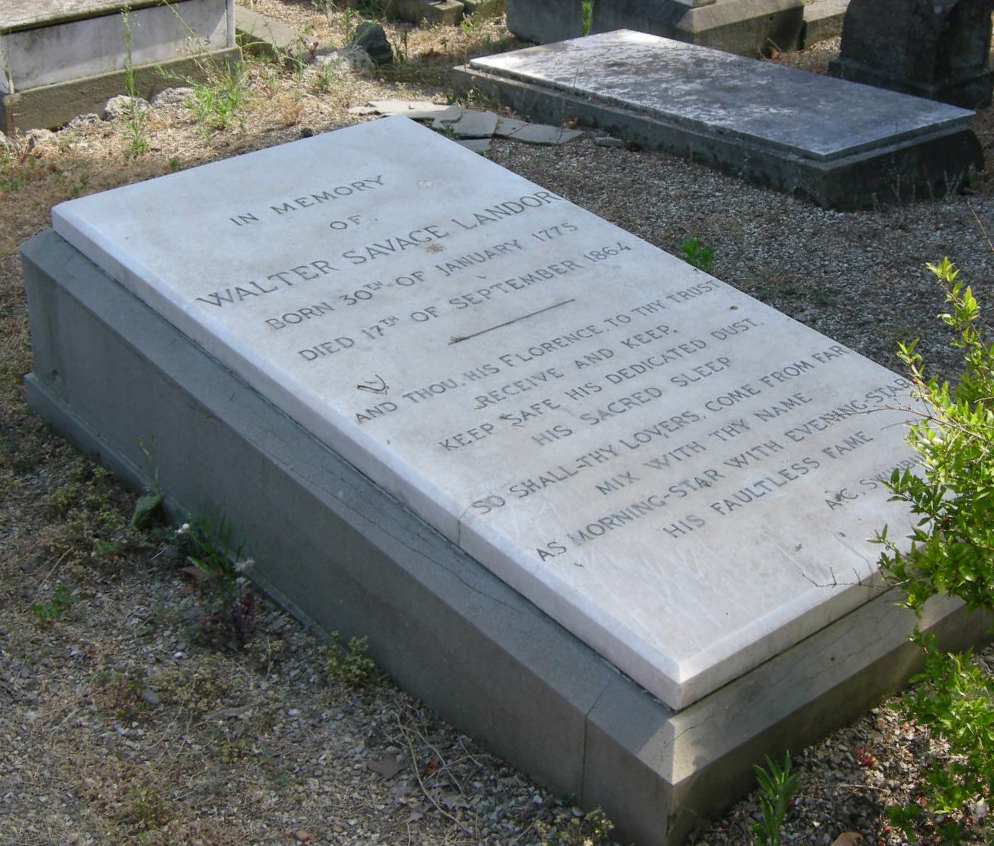
Tomba Walter Savage Landor